# استان توقات
استان توقات (به ترکی استانبولی: Tokat) نام یکی از ۸۱ استان ترکیه است که مرکز آن هم شهر توقات می‌باشد.
استان توقات با دو ریزابه اصلی یشیل ایرماق، یعنی کلکیت و چکرک‌چایی، آبیاری می‌شود که دره‌های آنها سه رشته کوه را از یکدیگر جدا می‌سازند: جانیک داغلاری در شمال، یایْلاجیک داغی در مرکز و دَوه‌جی داغی در جنوب. چون این منطقه بین ساحل پُنتی و مناطق داخلی آناتولی قرار گرفته، آب و هوایی ناپایدار دارد و میزان بارندگی در آن به طور محسوسی کمتر از ساحل است (سالانه ۴۵۵ میلی‌متر در توقات).

محل استان توقات در نقشه ترکیه

## نگارخانه

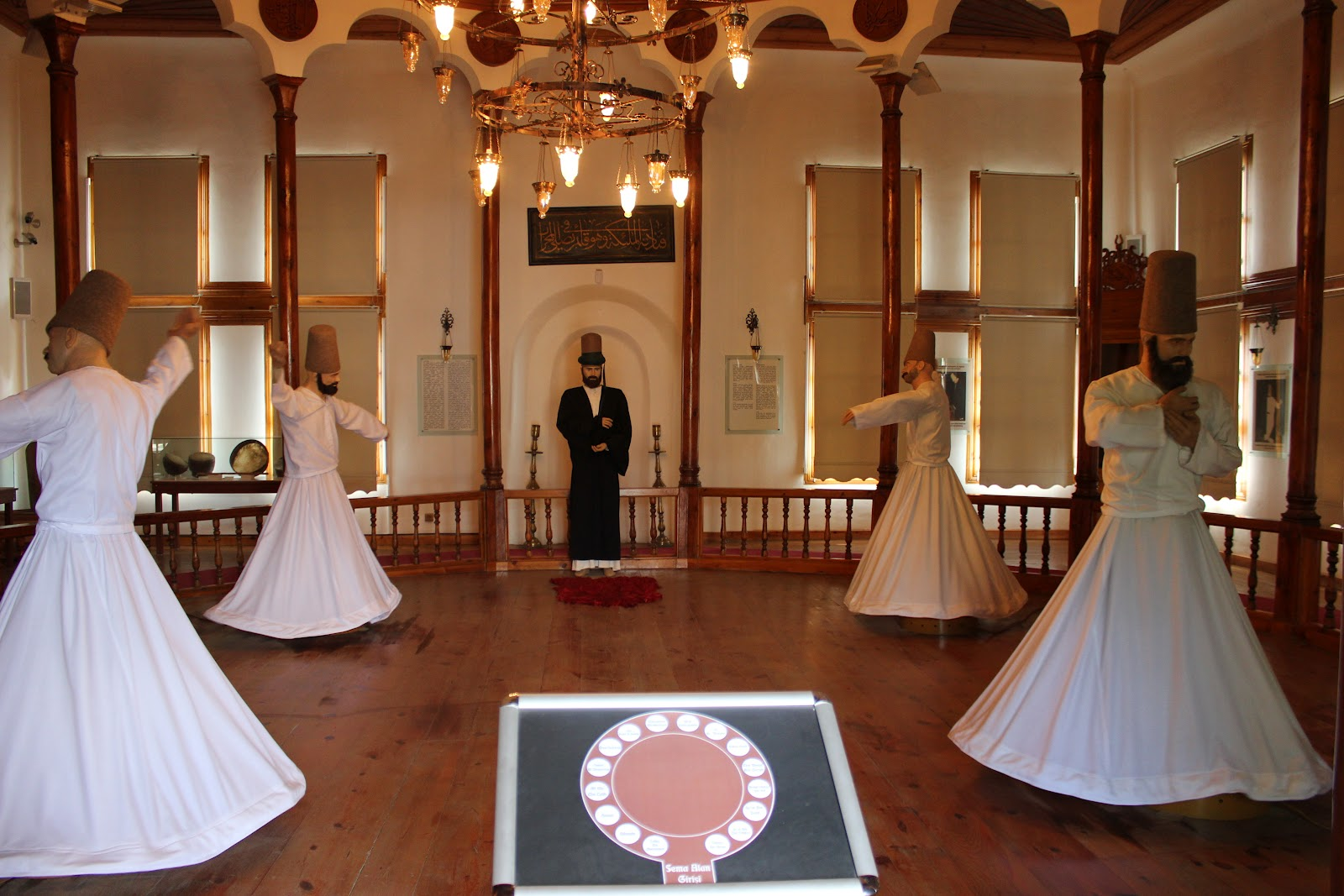
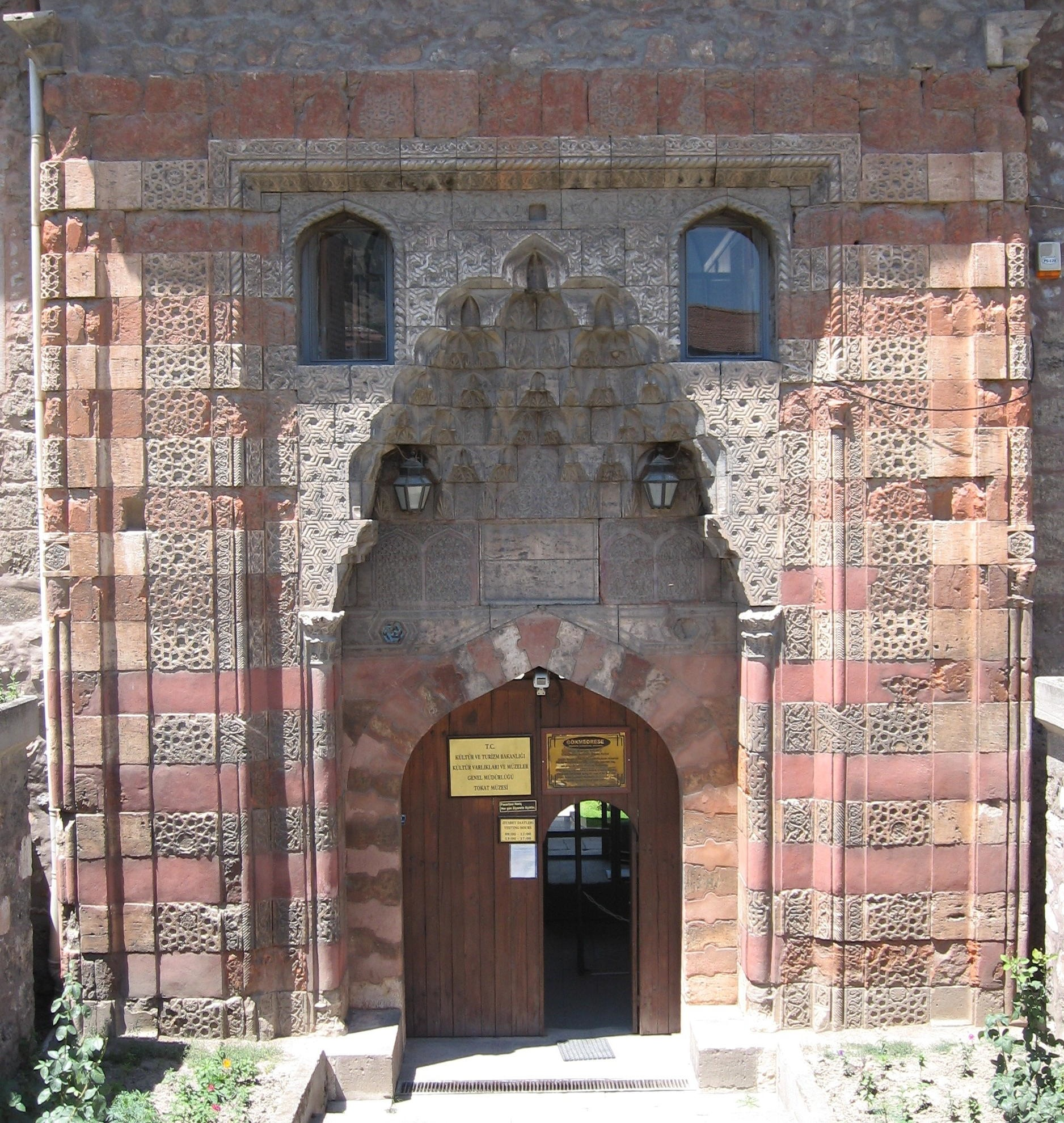
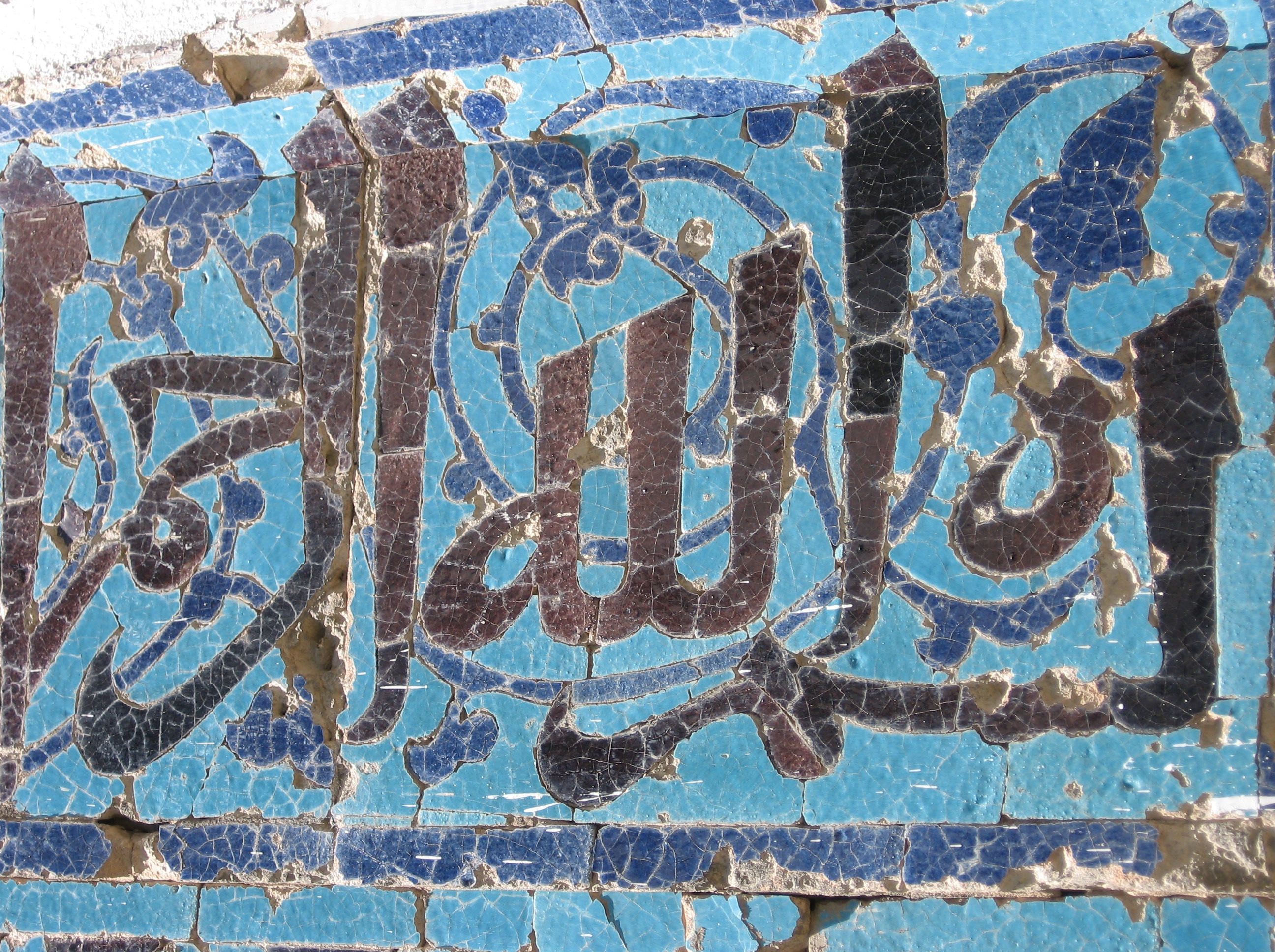
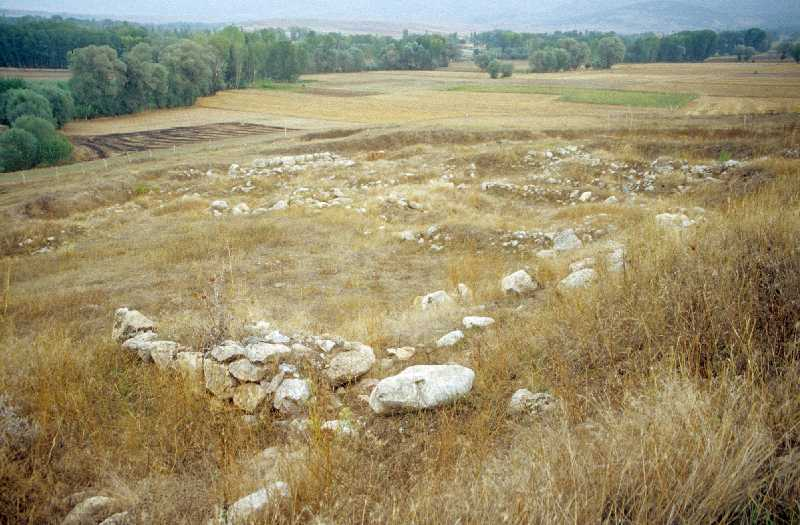

## شهرستان‌ها
این استان ۱۲ شهرستان دارد:
- آلموس
- آرتووا
- باش‌چفتلیک
- اربعه
- نیکسار
- بازار
- رشادیه
- سولوسرای
- توقات
- تورهال
- یشیل‌یورت
- زیله